# فلاديمير باجيتش
فلاديمير باجيتش هو لاعب كرة قدم صربي في مركز حراسة المرمى، ولد في 28 نوفمبر 1987 في نوفي ساد في صربيا. لعب مع FK Srem ‏.

## وصلات خارجية
- فلاديمير باجيتش على موقع قاعدة بيانات كرة القدم.إي يو (الإنجليزية)
- فلاديمير باجيتش على موقع Soccerway.com (الإنجليزية)